# FBA 10
Le FBA 10 était un hydravion militaire de reconnaissance, construit en France au début des années 1920 par la Franco-British Aviation Company.